# Killer Kid (film, 1994)
Pour les articles homonymes, voir Killer Kid.
Pour plus de détails, voir Fiche technique et Distribution.
Killer kid est un film français réalisé par Gilles de Maistre en 1994. Il s'agît de l'adaptation du roman éponyme de Claude Klotz, paru en 1989.

## Synopsis
Laïd, un enfant libanais de onze ans, est vendu par les siens à un groupuscule terroriste qui l'entraîne durement, parmi d'autres gamins, à devenir un tueur sans état d'âme. À l'issue d'une sélection particulièrement rigoureuse, Laïd, totalement endoctriné, se réjouit d'être choisi pour la périlleuse mission qui fera de lui un héros national. Mais tout d'abord, avant d'approcher sa cible, qui se trouve en France, Laïd doit se familiariser avec son nouvel environnement. Karim, un jeune Beur arraché à ses parents sous la menace, doit lui servir de guide et d'initiateur. Peu à peu, ces deux enfants si différents se lient d'une profonde amitié.

## Fiche technique
- Réalisation : Gilles de Maistre
- Scénario : Miguel Courtois, Claude Klotz
- Production : Catherine Mazières
- Société de production : Canal+, Flach Film, M6 Films, Investimage, Procirep , Société française de production (SFP) , Soficarp , Tétra Média
- Société de distribution : AFMD (France)
- Musique : René Aubry
- Photographie : Jean-Bernard Aurouet
- Montage :
- Pays d'origine :  France
- Format : 2,35:1, couleurs
- Son : stéréo
- Genre : drame
- Durée : 90 minutes
- Date de sortie : 22 juin 1994

## Distribution
- Tewfik Jallab: Djilali
- Younesse Boudache: Karim Baamri
- Salah Teskouk : Monsieur Baamri
- Fatiha Cheriguene : Madame Baamri
- Marc de Jonge: Hans
- Farid Fedjer : Djamel
- Abderrahmane El Kebir